# أورن حزان
عساف اورن حزان (بالعبرية: אורן חזן) (28 أكتوبر 1981) هو عضو من حزب الليكود الإسرائيلي ونائب في الكنيست العشرين، تولى منصب نائب رئيس الكنيست.
فاز حزّان بمقعد برلماني في الكنيست بشكل غير متوقع، حيث كان ترتيبه 30 الاخير في في قائمة نواب الليكود، فيما منحت استطلاعات الرأي قبل انتخابات يوم 17 مارس 2015، لليكود ما بين 21 إلى 25 مقعدا على الأكثر.

## سيرة
ولد أورين حزان في مستوطنة أرئيل، امه أفيفا ووالده يحيئيل حزان، نائب سابق في الكنيست عن الليكود، اشتهر بعد ان اتهم بتزوير تصويت في الكنيست، وتم تسجيله وهو يسرق تسجيل جلسة الكنيست.
درس أورن في المدرسة الدينية "ارييل"، ونشط في الأطر الشبابية التابعة للحركة الصهيونية، في إسرائيل وخارجها، في عام 2000 جند في القوات الجوية في الجيش الإسرائيلي. بعد ذلك بسنة تم إرساله إلى دورة تدريبية ليكون برتبة ضابط، وبعد ذلك خدم كضابط في التنبؤ في القوات الجوية، بعدها درس الحقوق في كلية «كريات أونو»، دون أن ينهي تعليمه، وخلال هذا الوقت شغل منصب رئيس اتحاد الطلاب وعضوا في اتحاد الطلبة في إسرائيل. كان واحدا من رؤساء الشباب الليكود الذي شارك ضد خطة فك الارتباط الأحادية.
عمل نادلا في «فندق فلايشر» في شارع بن يهودا في تل أبيب. بين أعوام 2012 - 2014 كان يعيش في بورغيس بعد ان عاد إلى بلغاريا. وقد تورط حزان بإدعاؤات تقول أنه يدير كازينو في بلغاريا. ووفقا لتحقيقات قناة 2 الإسرائيلية التي بثت في يونيو عام 2015، أدار حزان كازينو، وادعى التقرير انه تم استخدام المخدرات والخدمات الجنسية ومواد غير قانونية في الكازينو. وفي عام 2014 عاد إلى إسرائيل. وقد دعى حزان إلى انتخابات الحادية والعشرين للكنيست باسم حزب الليكود.